# Preloge (gmina Slovenska Bistrica)
Preloge – wieś w Słowenii, w gminie Slovenska Bistrica. W 2018 roku liczyła 152 mieszkańców.